# Błażej Śliwiński
Błażej Śliwiński (ur. 25 czerwca 1954 w Gdańsku) – polski historyk, profesor.

## Życiorys
Urodził się w rodzinie Witolda (1924–2000) i Ireny (1927–2018). Absolwent Szkoły Podstawowej nr 67 (1969) i I Liceum Ogólnokształcącego w Gdańsku (1974). Ukończył studia historyczne na Uniwersytecie Gdańskim (1977) i podjął pracę w Instytucie Historii UG. Pracę doktorską obronił w 1982, habilitował się w 1988. Stanowisko profesora nadzwyczajnego otrzymał w 1994, stanowisko profesora zwyczajnego w 1998, tytuł naukowy profesora nauk humanistycznych w 1993. Specjalizuje się w historii średniowiecznej i naukach pomocniczych historii Polski. Był członkiem Komitetu Nauk Historycznych Polskiej Akademii Nauk. Pełnił funkcję kierownika Zakładu Historii Średniowiecza Polski i Nauk Pomocniczych Historii Wydziału Historycznego Uniwersytetu Gdańskiego. 
Wykładał też w Wyższej Szkole Pedagogicznej/Pomorskiej Akademii Pedagogicznej w Słupsku (1993–2004), w Bałtyckiej Wyższej Szkole Humanistycznej w Koszalinie (1994–2001) i w Wyższej Szkole Turystyki i Hotelarstwa w Gdańsku (2005–2011). W 2019 przeszedł na emeryturę. 
Był też redaktorem naukowym Encyklopedii Gdańska (2012).
W 1999 został odznaczony przez Prezydenta RP Aleksandra Kwaśniewskiego Złotym Krzyżem Zasługi, w 1998 odznaką „Zasłużony dla Województwa Koszalińskiego”. Otrzymał też Medal Komisji Edukacji Narodowej (2001), Medal św. Wojciecha (2014) oraz Nagrodę Prezydenta Miasta Gdańska w Dziedzinie Kultury z okazji działalności twórczej (2023).

## Ważniejsze publikacje
- Rola polityczna możnowładztwa na Pomorzu Gdańskim w czasach Mściwoja II  (1987).
- Lisowie Krzelowscy w XIV–XV w[ieku] i ich antenaci : studium genealogiczne, Gdańsk : Wydawnictwo „Marpress”, 1993, ISBN 83-85349-10-3.
- Studia z dziejów Pomorza w XII wieku (wraz z Janem Powierskim i Klemensem Bruskim, 1993).
- Kronikarskie niedyskrecje czyli Życie prywatne Piastów, Gdańsk : Wydawnictwo „Marpress”, 1994, ISBN 83-85349-30-8.
- Poczet książąt gdańskich: dynastia Sobiesławiców XII–XIII wieku, Gdańsk : Wydawnictwo „Marpress”,  Wyd. I 1997 ISBN 83-85349-81-2, Wyd. II 2006 ISBN 83-89091-95-X.
- Dzieje kasztelanii chmieleńskiej (2000).
- Pomorze Wschodnie w okresie rządów księcia polskiego Władysława Łokietka w latach 1306–1309, Gdańsk : Muzeum Archeologiczne, 2003, ISBN 83-85824-08-1.
- Zawisza Czarny z Garbowa herbu Sulima (wraz z Beatą Możejko i Sobiesławem Szybkowskim, 2003).
- Herby miast, gmin i powiatów województwa pomorskiego. T. 2 (wraz z Beatą Możejko, 2004).
- Rzeź i zniszczenie Gdańska przez Krzyżaków w 1308 roku, Gdańsk : Wydawnictwo „Marpress”, 2006, ISBN 83-89091-91-7.
- Początki Gdańska : dzieje ziem nad zachodnim brzegiem Zatoki Gdańskiej w I połowie X wieku, Gdańsk : Muzeum Historyczne Miasta Gdańska, 2009, ISBN 978-83-61077-28-2.
- Sambor II. Książę tczewski (2010).
- Leszek książę inowrocławski, Kraków : Wydawnictwo Avalon, 2010, ISBN 978-83-60448-85-4.
- Bezprym. Pierworodny syn pierwszego króla Polski (986–zima/wiosna 1032), 2014. ISBN IBSN 978-83-77301-15-9.
- Ziemomysł Inowrocławski : książę kujawski, brat Leszka Czarnego i króla Władysława Łokietka (ok. 1247 - początek października/25 grudnia 1287), Wydawnictwo Avalon, 2017.
- Historia Rumi. T. 1. 2017 (współautor).